# Audra McDonald
Audra Ann McDonald (Berlín, 3 de julio de 1970) es una actriz y cantante estadounidense nacida en Alemania.

## Trayectoria

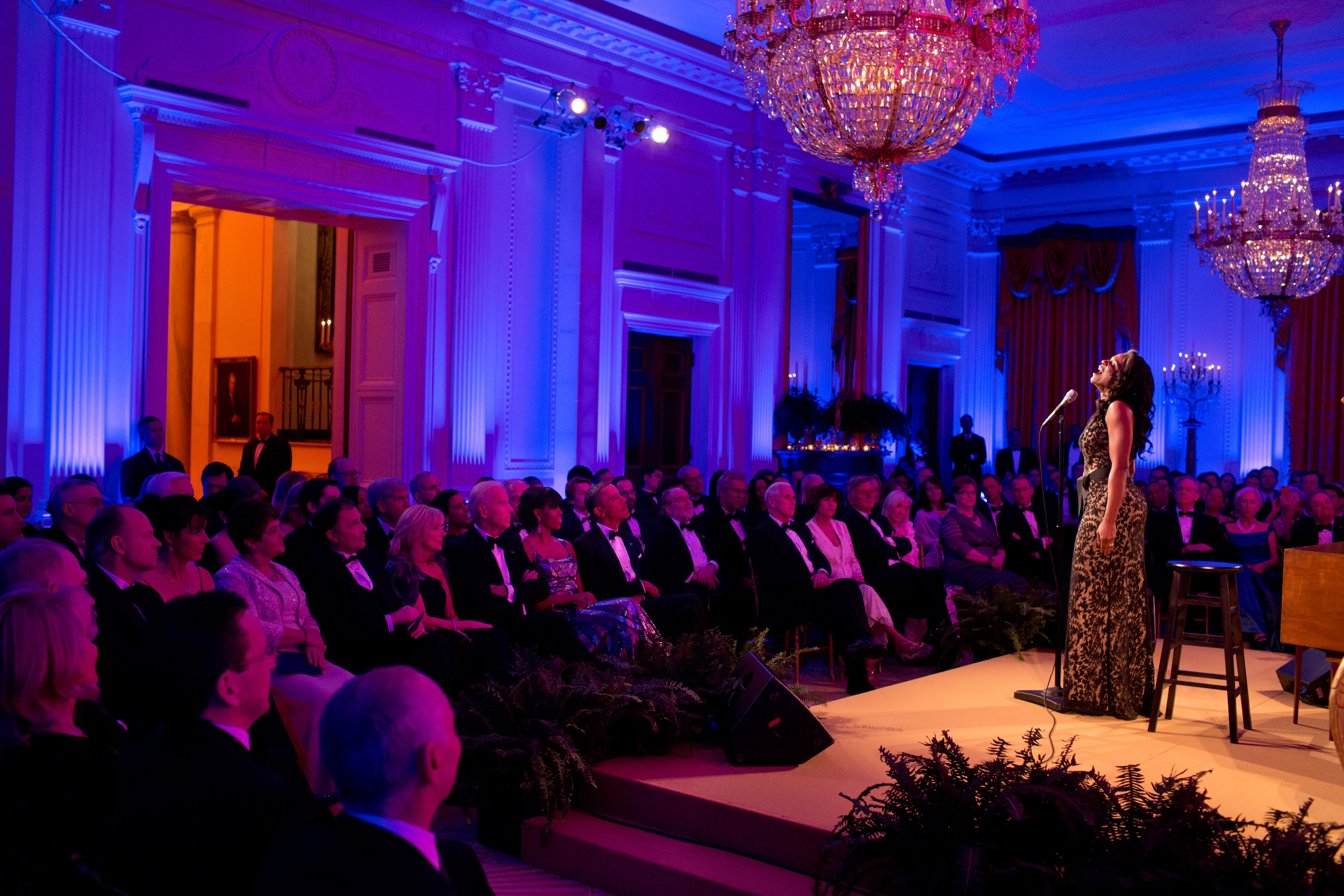
Audra McDonald performs in the East Room of the White House, 2013

Principalmente conocida por su trabajo en los escenarios de Broadway, ha ganado seis premios Tony, más que cualquier otro actor, y es la única persona que ha ganado las cuatro categorías de actuación. Ha actuado en musicales, óperas y dramas como A Moon for the Misbegotten, 110 on The Shade, Carousel, Ragtime, Master Class y Porgy and Bess.
Como soprano clásica, ha actuado en óperas teatrales con la Houston Grand Opera y la Ópera de Los Ángeles y en conciertos con orquestas sinfónicas como la Filarmónica de Berlín y la Filarmónica de Nueva York. En 2008, su grabación de Rise and Fall of the City of Mahagonny, de Kurt Weill, con la Ópera de Los Ángeles ganó el Grammy Award al Mejor Álbum Clásico y el Grammy Award como Mejor Grabación Ópera.

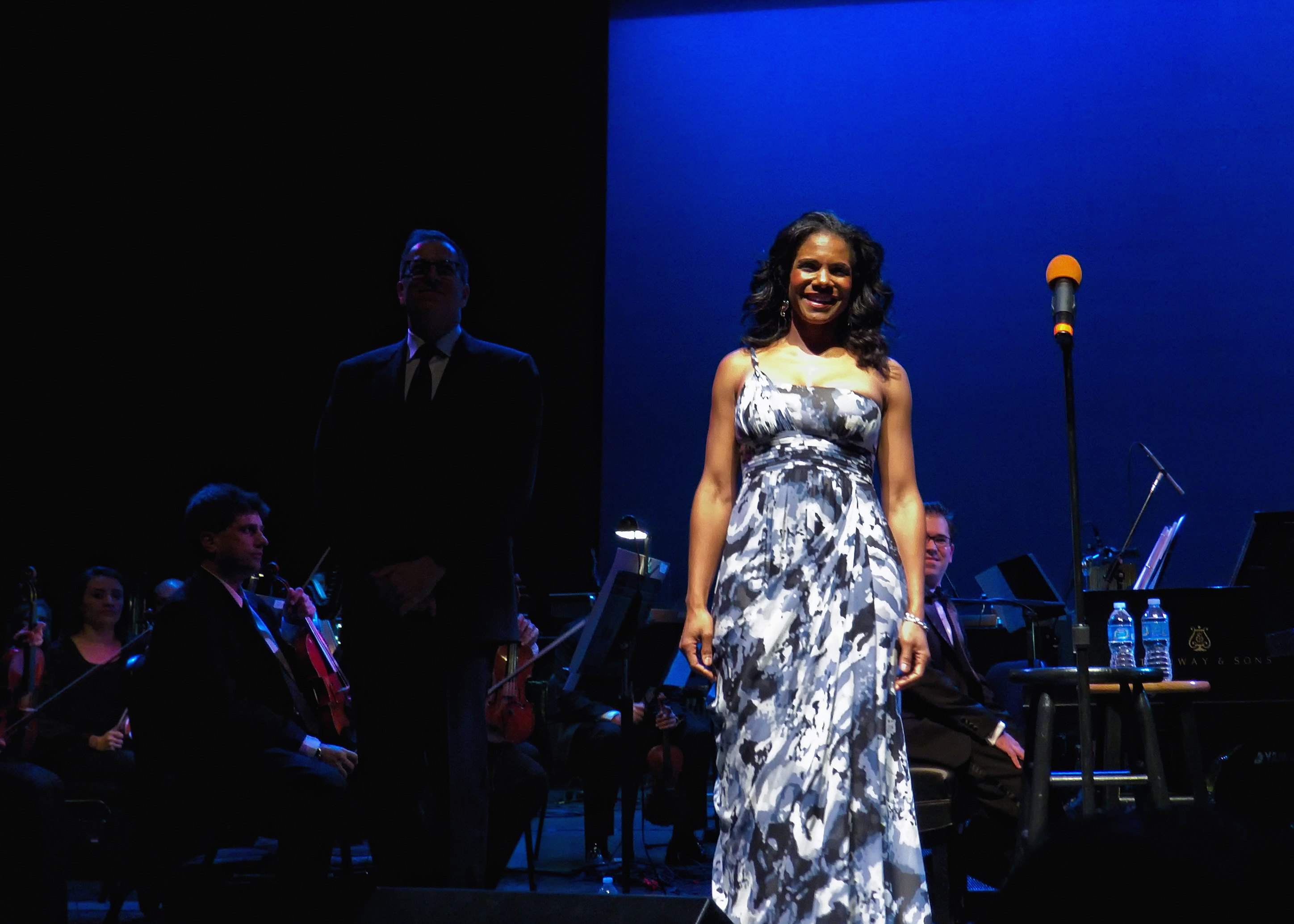
Audra McDonald, 2011

Tiene una estrecha relación de trabajo con el compositor Michael John LaChiusa, quien ha escrito varios trabajos para ella, incluyendo el musical de Broadway, Marie Christine, la ópera Send (¿quién eres tú?) y The Seven Deadly Sins: A Song Cycle. Con su voz de soprano lírica completa, mantiene una activa carrera discográfica y de conciertos en todo Estados Unidos, interpretando un amplio repertorio desde el teatro clásico hasta el musical, pasando por el jazz y las canciones populares. En 2016, McDonald fue galardonada con la Medalla Nacional de las Artes por el presidente Barack Obama. En 2017 fue incluida en el American Theatre Hall of Fame.
En televisión, McDonald interpretó a la Dra. Naomi Bennett como miembro principal del reparto de la serie de televisión privada de Shonda Rhimes Private Practice de 2007-2011. También retrató el personaje recurrente de Liz Lawrence en la temporada 4 de The Good Wife; un papel que repitió como miembro principal del reparto en la serie The Good Fight. En 2013 interpretó el papel de Madre Superiora en The Sound of Music Live! frente a Carrie Underwood como Maria. Ha sido nominada en dos ocasiones para el Premio Primetime Emmy a la Mejor Actriz de Reparto en una Serie Limitada o Película por sus representaciones de Susie Monahan en Wit frente a Emma Thompson en 2001 y por su interpretación de Ruth Younger en A Raisin in the Sun en 2008.
Ganó el Premio Primetime Emmy por el Programa de Clase Especial Excepcional en 2015 por su trabajo como anfitriona del programa Live from Lincoln Center. En las películas, es conocida por sus retratos de Maureen en Ricki and the Flash (2015) junto a Meryl Streep y Madame de Garderobe en la versión cinematográfica de 2017 de La bella y la bestia de Disney. Ha sido nominada cinco veces para los NAACP Image Awards por su trabajo en televisión y cine.

## Lady Day at Emerson's Bar and Grill
Lady Day at Emerson's Bar and Grill es una obra de teatro con música de Lanie Robertson, que narra algunos eventos en la vida de Billie Holiday. La obra se estrenó originalmente en 1986 en el Teatro Alliance de Atlanta, Georgia, el 16 de abril de 1986, con la dirección de Woodie King, Jr. y Reenie Upchurch como Billie Holiday.
La obra fue producida en Off-Broadway en el Vineyard Theatre el 5 de junio de 1986, y luego se inauguró en una producción de Vineyard Theatre en el Westside Theatre el 7 de septiembre de 1986. Esta producción se cerró el 17 de mayo de 1987 después de 281 actuaciones. Dirigida por Andre Ernotte, Lonette McKee interpretó a Holiday. En febrero de 1987, S. Epatha Merkerson asumió el papel de Billie Holiday. La obra ganó el Premio Outer Critics Circle de 1987 al Mejor libreto Off-Broadway (Robertson). The Hollywood Playhouse (en California) produjo Lady Day en octubre de 1987, dirigida por Andre Ernotte, y con S. Epatha Merkerson repitiendo su papel de Holiday. La obra se presentó en el Long Wharf Theatre, New Haven, Connecticut en noviembre de 2005, con Ernestine Jackson como Billie Holiday.
La obra se estrenó en Broadway en el Circle in the Square el 13 de abril de 2014. Dirigida por Lonny Price, la producción fue protagonizada por Audra McDonald como Billie Holiday y contó con Shelton Becton como el pianista Jimmy Powers. La obra originalmente estaba programada para un compromiso limitado de 10 semanas, pero se extendió varias veces hasta que finalmente se cerró el 5 de octubre de 2014. Audra McDonald ganó su sexto premio Tony con la producción. En su discurso de aceptación, "agradeció a las mujeres afroamericanas "fuertes y valientes" que la precedieron, diciendo: "Estoy subida sobre los hombros de Lena Horne, de Maya Angelou, de Diahann Carroll y Ruby Dee, y sobre todo, de Billie Holiday. Te merecías mucho más de lo que te dieron cuando estabas en este planeta. Esto es para ti, Billie". La obra también ganó como Mejor diseño de sonido de una obra de teatro.
De la obra, McDonald dijo en una entrevista:
   "Se trata de una mujer tratando de pasar por un concierto, sobre lo que sé algo, y lo hace en un momento en que su hígado estaba destrozado y todavía estaba tomando heroína con regularidad ... Podría haber sido un poco crítica sobre Billie Holiday, pero lo que más admiro de ella - y lo que es fascinante en este espectáculo - es que nunca hay autocompasión. Ella casi se ríe de lo horrible que ha sido su vida. No creo que se vea a sí misma como una víctima. Y siente una conexión increíble con su música: no puede cantar una canción si no tiene alguna conexión emocional con ella, lo que realmente entiendo".
La producción de Broadway de 2014 se filmó en el Café Brasil en Nueva Orleans y se transmitió por HBO el 12 de marzo de 2016. Audra McDonald recibió una nominación al Premio Emmy en 2016 por Mejor Actriz Protagonista en una Serie Limitada o Película por su papel en la transmisión. La obra se representó en el Wyndham's Theatre desde el 17 de junio de 2017 hasta el 9 de septiembre de 2017.

## Discografía
Solos
- Way Back to Paradise (Nonesuch, 1998)[16]
- How Glory Goes (2000)
- Happy Songs (2005)
- Build a Bridge (2006)
- Go Back Home (2013)

Grabaciones
- Dawn Upshaw Sings Rodgers & Hart – duo "Why Can't I?" (1996)
- Leonard Bernstein's New York – duo with Mandy Patinkin on "A Little Bit in Love" and "Tonight" (1996)
- George and Ira Gershwin: Standards and Gems – canción "How Long Has This Been Going On?" (1998)
- George Gershwin: The 100th Birthday Celebration – sings Porgy and Bess selections (1998)
- Myths and Hymns – canción "Pegasus" (1999)
- My Favorite Broadway: The Leading Ladies – sings "The Webber Love Trio" (1999)
- Broadway In Love – canción "You Were Meant For Me" from The Object of My Affection (2000)
- Broadway Cares: Home for the Holidays – canción "White Christmas" (2001)
- Bright Eyed Joy: The Songs Of Ricky Ian Gordon – canción "Daybreak in Alabama" (2001)
- Zeitgeist – sings "Think Twice" (2005)
- The Wonder of Christmas con los Mormon Tabernacle Choir (2004)[18]
- Barbara Cook at the Met – canción "When Did I Fall In Love?" and "Blue Skies" (2006)
- Jule Styne in Hollywood – canción "10,432 Sheep" (2006)[19]
- Sondheim: The Birthday Concert – canción Too Many Mornings and The Glamorous Life (2010)
- Stages – dúo "If I Loved You", 2014

## Filmografía

### Cine
| Año  | Película                              | Rol                                |
| ---- | ------------------------------------- | ---------------------------------- |
| 1996 | Seven Servants                        |                                    |
| 1998 | The Object of My Affection            | Cantante en la boda                |
| 1999 | Cradle Will Rock                      | Blitzstein – 'Joe Worker' Cantante |
| 2001 | Wit                                   | Nurse                              |
| 2003 | It Runs in the Family                 | Sarah Langley                      |
| 2004 | The Best Thief in the World           | Ruth                               |
| 2011 | Rampart                               | Sarah                              |
| 2015 | Ricki and the Flash                   | Maureen                            |
| 2016 | Lady Day en el bar y grill de Emerson | Billie Holiday                     |
| 2017 | Beauty and the Beast                  | Garderobe                          |
| 2017 | Hello Again                           | Sally                              |
| 2021 | Respect                               | Barbara Siggers Franklin           |
| 2023 | Origin                                | Miss Hale                          |

### Televisión
| Año     | Trabajo                                             | Rol                         | Notas                                  |
| ------- | --------------------------------------------------- | --------------------------- | -------------------------------------- |
| 1999    | Annie                                               | Grace Farrell               | Película para televisión               |
| 1999    | Having Our Say: The Delany Sisters' First 100 Years | Bessie (Joven)              | Película para Televisión               |
| 2000    | Law & Order: Special Victims Unit                   | Audrey Jackson              | 2 episodios                            |
| 2001    | Wit                                                 | Susie Monahan, R.N.         | Película para Televisión               |
| 2003    | Mister Sterling                                     | Jackie Brock                | 9 episodios                            |
| 2006    | The Bedford Diaries                                 | Profesora Carla Bonatelle   | 8 episodios                            |
| 2006–07 | Kidnapped                                           | Jackie Hayes                | 3 episodios                            |
| 2007–13 | Private Practice                                    | Dr. Naomi Bennett           | 77 episodios                           |
| 2009    | Grey's Anatomy                                      | Dr. Naomi Bennett           | 1 episodio                             |
| 2013    | The Good Wife                                       | Liz Lawrence                | Episodio: "Runnin' with the Devil"     |
| 2018    | RuPaul's Drag Race                                  | Ella misma (jueza invitada) | Temporada 10 Episodio 7: "Snatch Game" |
| 2018–19 | BoJack Horseman                                     | Madre superiora (voz)       | 2 Episodios                            |
| 2018–22 | The Good Fight                                      | Liz Lawrence-Reddick        | Papel protagonista                     |
| 2021    | The Bite                                            | Rachel Boutella             | 6 episodios                            |
| 2022    | The Gilded Age                                      | Dorothy Scott               | Papel recurrente                       |